# Apache XML
Het Apache XML-project was een softwareproject van de Apache Software Foundation dat zich concentreerde op XML-gerelateerde projecten. Het project bestond uit verschillende subprojecten:

## Actieve subprojecten
- Xerces, een XML-parser in Java, C++ en Perl
- Xalan, een XSL-stylesheet-processors in Java en C++, en implementeert eveneens de XML-querytaal XPath.
- FOP, een XSL Formatting Object processor in Java. Deze kan gebruikt worden voor de creatie van pdf's.
- Forrest, een op standaarden gebaseerd documentatieframework
- XML-Security, een project dat voorziet in beveiligingsfunctionaliteit voor XML-gegevens
- XML Commons, een project dat zich concentreert op gemeenschappelijke code en richtlijnen voor XML-projecten
- Batik, een Java-toolkit voor het gebruik van afbeeldingen in het Scalable Vector Graphics (SVG) formaat voor diverse doeleinden, zoals weergeven, genereren of manipuleren

## Projecten gerelateerd aan webservices
- SOAP, een oude implementatie van SOAP. Dit project is gebaseerd op IBM's SOAP4J-implementatie. Voor nieuwe projecten krijgt de recentere Axis-implementatie de voorkeur boven deze SOAP-implementatie.
- XML-RPC, een Java-implementatie van XML-RPC, een protocol dat  XML over HTTP gebruikt om remote procedure calls te implementeren.
- Axis, de huidige implementatie van SOAP voor Java en C++. Het is de opvolger van het SOAP-project.
- Web Services Invocation Framework (WSIF), een simpele Java-API om webservices aan te roepen.

## Niet langer ontwikkelde projecten
- AxKit, een XML-gebaseerd web-publishing framework in mod_perl
- Crimson, een Java XML-parser, afgeleid van de Sun Project X Parser
- Xang, een framework voor de snelle ontwikkeling van dynamische serverpagina's in JavaScript
- Xindice, een native XML-database
- XMLBeans, een hulpmiddel voor XML-Java-binding